# Gilia tweedyi
Gilia tweedyi là một loài thực vật có hoa trong họ Polemoniaceae. Loài này được Rydb. mô tả khoa học đầu tiên năm 1904.